# Tour of Qatar 2004
Il Tour of Qatar 2004, terza edizione della corsa, si svolse dal 2 al 6 febbraio su un percorso di 822 km ripartiti in 5 tappe. Fu vinto dal sudafricano Robert Hunter della Rabobank davanti all'australiano Robbie McEwen e al belga Tom Boonen.

## Tappe
| Tappa  | Data       | Percorso                            | km    | Vincitore di tappa | Leader cl. generale |
| ------ | ---------- | ----------------------------------- | ----- | ------------------ | ------------------- |
| 1ª     | 2 febbraio | Sealine Beach Resort > Doha         | 150,5 | Francisco Ventoso  | Francisco Ventoso   |
| 2ª     | 3 febbraio | Al Zubarah > Doha                   | 151   | Tom Boonen         | Tom Boonen          |
| 3ª     | 4 febbraio | Camel Race Track > Camel Race Track | 189,5 | Robert Hunter      | Robert Hunter       |
| 4ª     | 5 febbraio | Al Wakra > Al Wakra                 | 168,5 | Fabian Cancellara  | Robert Hunter       |
| 5ª     | 6 febbraio | Doha > Doha                         | 163   | Robert Hunter      | Robert Hunter       |
| Totale | Totale     | Totale                              | 822   |                    |                     |

## Dettagli delle tappe

### 1ª tappa
- 2 febbraio: Sealine Beach Resort > Doha – 150,5 km

| Pos. | Corridore          | Squadra        | Tempo    |
| ---- | ------------------ | -------------- | -------- |
| 1    | Francisco Ventoso  | Saunier Duval  | 3h14'40" |
| 2    | Sébastien Chavanel | Brioches La B. | s.t.     |
| 3    | Robert Hunter      | Rabobank       | s.t.     |

| Pos. | Corridore          | Squadra        | Tempo    |
| ---- | ------------------ | -------------- | -------- |
| 1    | Francisco Ventoso  | Saunier Duval  | 3h14'30" |
| 2    | Sébastien Chavanel | Brioches La B. | a 4"     |
| 3    | Robert Hunter      | Rabobank       | a 6"     |

### 2ª tappa
- 3 febbraio: Al Zubarah > Doha – 151 km

| Pos. | Corridore          | Squadra       | Tempo    |
| ---- | ------------------ | ------------- | -------- |
| 1    | Tom Boonen         | Quick Step    | 2h53'00" |
| 2    | Jean-Patrick Nazon | AG2R          | s.t.     |
| 3    | Francesco Chicchi  | Fassa Bortolo | s.t.     |

| Pos. | Corridore          | Squadra       | Tempo    |
| ---- | ------------------ | ------------- | -------- |
| 1    | Tom Boonen         | Quick Step    | 6h07'27" |
| 2    | Francisco Ventoso  | Saunier Duval | a 3"     |
| 3    | Jean-Patrick Nazon | AG2R          | a 4"     |

### 3ª tappa
- 4 febbraio: Camel Race Track > Camel Race Track – 189,5 km

| Pos. | Corridore          | Squadra    | Tempo    |
| ---- | ------------------ | ---------- | -------- |
| 1    | Robert Hunter      | Rabobank   | 4h54'46" |
| 2    | Robbie McEwen      | Lotto-Domo | a 3"     |
| 3    | Jean-Patrick Nazon | AG2R       | s.t.     |

| Pos. | Corridore          | Squadra    | Tempo    |
| ---- | ------------------ | ---------- | -------- |
| 1    | Robert Hunter      | Rabobank   | 4h54'46" |
| 2    | Robbie McEwen      | Lotto-Domo | a 3"     |
| 3    | Jean-Patrick Nazon | AG2R       | s.t.     |

### 4ª tappa
- 5 febbraio: Al Wakra > Al Wakra – 168,5 km

| Pos. | Corridore         | Squadra       | Tempo    |
| ---- | ----------------- | ------------- | -------- |
| 1    | Fabian Cancellara | Fassa Bortolo | 3h02'37" |
| 2    | Koos Moerenhout   | Lotto-Domo    | s.t.     |
| 3    | Frank Høj         | Team CSC      | s.t.     |

| Pos. | Corridore          | Squadra    | Tempo     |
| ---- | ------------------ | ---------- | --------- |
| 1    | Robert Hunter      | Rabobank   | 14h04'47" |
| 2    | Robbie McEwen      | Lotto-Domo | a 1"      |
| 3    | Jean-Patrick Nazon | AG2R       | a 3"      |

### 5ª tappa
- 6 febbraio: Doha > Doha – 163 km

| Pos. | Corridore           | Squadra       | Tempo    |
| ---- | ------------------- | ------------- | -------- |
| 1    | Robert Hunter       | Rabobank      | 3h28'41" |
| 2    | Francesco Chicchi   | Fassa Bortolo | s.t.     |
| 3    | Wouter Van Mechelen | Vlaanderen    | s.t.     |

| Pos. | Corridore     | Squadra    | Tempo     |
| ---- | ------------- | ---------- | --------- |
| 1    | Robert Hunter | Rabobank   | 17h33'17" |
| 2    | Robbie McEwen | Lotto-Domo | a 8"      |
| 3    | Tom Boonen    | Quick Step | a 12"     |

## Classifiche finali

### Classifica generale
| Pos. | Corridore           | Squadra              | Tempo     |
| ---- | ------------------- | -------------------- | --------- |
| 1    | Robert Hunter       | Rabobank             | 17h33'17" |
| 2    | Robbie McEwen       | Lotto-Domo           | a 8"      |
| 3    | Tom Boonen          | Quick Step-Davitamon | a 12"     |
| 4    | Jean-Patrick Nazon  | Ag2r Prevoyance      | a 13"     |
| 5    | Frank Høj           | Team CSC             | a 33"     |
| 6    | Frank Vandenbroucke | MrBookmaker-Palmans  | a 34"     |
| 7    | Lars Michaelsen     | Team CSC             | a 38"     |
| 8    | Servais Knaven      | Quick Step-Davitamon | s.t.      |
| 9    | Léon van Bon        | Lotto-Domo           | a 40"     |
| 10   | Fabio Sacchi        | Fassa Bortolo        | s.t.      |